# Insertion sort

Esempio grafico dell'insertion sort.

L'Insertion sort, in italiano ordinamento a inserimento, è un algoritmo relativamente semplice per ordinare un array. Non è molto diverso dal modo in cui un essere umano, spesso, ordina un mazzo di carte. Esso è un algoritmo in place, cioè ordina l'array senza doverne creare una copia, risparmiando memoria. Pur essendo molto meno efficiente di algoritmi più avanzati, può avere alcuni vantaggi: ad esempio, è semplice da implementare ed è efficiente per insiemi di partenza che sono quasi ordinati.

## Descrizione dell'algoritmo
L'algoritmo solitamente ordina la sequenza sul posto. Si assume che la sequenza da ordinare sia partizionata in una sottosequenza già ordinata, all'inizio composta da un solo elemento, e una ancora da ordinare. Alla {\displaystyle k}-esima iterazione, la sequenza già ordinata contiene {\displaystyle k} elementi. In ogni iterazione, viene rimosso un elemento dalla sottosequenza non ordinata (scelto, in generale, arbitrariamente) e inserito (da cui il nome dell'algoritmo) nella posizione corretta della sottosequenza ordinata, estendendola così di un elemento.
Per fare questo, un'implementazione tipica dell'algoritmo utilizza due indici: uno punta all'elemento da ordinare e l'altro all'elemento immediatamente precedente. Se l'elemento puntato dal secondo indice è maggiore di quello a cui punta il primo indice, i due elementi vengono scambiati di posto; altrimenti il primo indice avanza. Il procedimento è ripetuto finché si trova nel punto in cui il valore del primo indice deve essere inserito.
Il primo indice punta inizialmente al secondo elemento dell'array, il secondo inizia dal primo. L'algoritmo così tende a spostare man mano gli elementi maggiori verso destra.

## Pseudocodice
Seguono gli pseudocodici per diversi algoritmi dell'insertion sort. Si assume che la numerazione degli elementi negli array inizi da 0.

### Algoritmo iterativo
```
 
function
 insertionSortIterativo(array A)
     
for
 i ← 1 
to
 length[A] 
do

        value ← A[i]
        j ← i-1
        
while
 j >= 0 
and
 A[j] > value 
do

             A[j + 1] ← A[j]
             j ← j-1
        A[j+1] ← value;
```

### Algoritmo ricorsivo
Per ordinare un array di dimensione n, A[0..n-1], si ordina prima il sotto-array A[0..n-2] e poi si inserisce l'n-1-esimo elemento.
Il sotto-array di un elemento (n==1) è già ordinato.
```
 
function
 insertionSortRicorsivo(array A, int n)
     
if
 n>1
        insertionSortRicorsivo(A,n-1)
        value ← A[n-1]
        j ← n-2
        
while
 j >= 0 
and
 A[j] > value 
         
do
 A[j + 1] ← A[j]
            j ← j-1
        A[j+1] ← value
```

### Algoritmo per linguaggi funzionali
```
 insert :: Ord a => a -> [a] -> [a]
 insert item []  = [item]
 insert item (h:t) | item <= h = item:h:t
                   | otherwise = h:(insert item t)

 insertsort :: Ord a => [a] -> [a]
 insertsort []    = []
 insertsort (h:t) = insert h (insertsort t)
```

### Esempio di funzionamento

Simulazione dell'insertion sort su un array

Di seguito sono mostrati i passi compiuti dall'algoritmo per ordinare la sequenza [3, 7, 4, 9, 5, 2, 6, 1]. In ogni passo, l'elemento sottolineato è quello considerato, mentre quello in grassetto è l'elemento spostato nel passo precedente.
3	7	4	9	5	2	6	1
3 7	4	9	5	2	6	1
3	7 4	9	5	2	6	1
3	4	7	9	5	2	6	1
3	4	7	9 5	2	6	1
3	4	5	7	9	2	6	1
2	3	4	5	7	9	6	1
2	3	4	5	6	7	9	1
1	2	3	4	5	6	7	9

## Analisi delle prestazioni
Il caso ottimo per l'algoritmo è quello in cui la sequenza di partenza sia già ordinata. In questo caso, l'algoritmo ha tempo di esecuzione lineare, ossia {\displaystyle \Theta (n)}. Infatti, in questo caso, in ogni iterazione il primo elemento della sottosequenza non ordinata viene confrontato solo con l'ultimo della sottosequenza ordinata.
Il caso pessimo è invece quello in cui la sequenza di partenza sia ordinata al contrario. In questo caso, ogni iterazione dovrà scorrere e spostare ogni elemento della sottosequenza ordinata prima di poter inserire il primo elemento della sottosequenza non ordinata. Pertanto, in questo caso l'algoritmo di insertion sort ha complessità temporale quadratica, ossia {\displaystyle \Theta (n^{2})}. 
Anche il caso medio ha complessità quadratica, il che lo rende impraticabile per ordinare sequenze grandi. 
Pur avendo complessità elevata, tuttavia, risulta essere l'algoritmo di ordinamento più veloce per array piccoli. Un algoritmo simile all'Insertion Sort ma dalla complessità minore è lo Shell sort.  Anche lo shell sort non è in grado di competere con la combinazione dell'insertion sort con un algoritmo di tipo divide et impera, quale il quick sort o il merge sort, ossia all'uso dell'algoritmo divide et impera per ridurre il problema all'ordinamento di sequenze di dimensione inferiore a una certa soglia, che verranno trattate con l'insertion sort.